# Clepsis hohuanshanensis
Clepsis hohuanshanensis es una especie de polilla del género Clepsis, categorizada en la tribu Archipini, de la subfamilia Tortricinae.

## Distribución
Se distribuye por China.

## Taxonomía
Fue descrita por Kawabe en 1985 y publicada en (Clepsis), Tinea 12: 5.